# Lycium peninsulare
Lycium peninsulare är en potatisväxtart som beskrevs av T. S. Brandegee. Lycium peninsulare ingår i släktet bocktörnen, och familjen potatisväxter. Inga underarter finns listade i Catalogue of Life.